# الأفيون (رواية)
الأفيون إحدى روايات الكاتب والمفكر الكبير د. مصطفى محمود، صدرت عن دار المعارف في السبعينيات من القرن الماضي.

## الشخصيات الرئيسية
1-محمد عبد المقصود:-
في الخامسة والأربعين من عمره يعمل باشكاتب في أرشيف وزارة الأوقاف 
كالح البشرة.... ترابى اللون... متزوج وأب لستة أبناء.
2-الشيخ الهادي المهدى:-
مريض بالشلل وهو صاحب مكتبة المهدى بزقاق الصنادقية بالأزهر 
وهو والد محمد افندى عبد المقصود.
3-زينب:-
زوجة محمد افندى عبد المقصود
4-إبراهيم المهدى:-
مهندس زراعى اعزب ومحدث لبق وخفيف الظل

## المضمون
تدور اجواء الرواية حول عائلة الشيخ عبد المقصود الهادي المهدى من خلال بطل الرواية محمدافندى عبد المقصود
كان طالباً نجيباً ودخل كلية الحقوق وكانت له أحلام عريضة في مستقبل باهر في المحاماة.
بعد أن سقط أبوه مشلولاً كان عليه أن يبحث عن عمل أو وظيفة بعد أن تدهور حال الأسرة ,واستقر به المطاف في مكتب بأرشيف وزارة الأوقاف.
لم يقطع محمد افندى صلته بالعلم بل غرق في مكتبة المهدى وسط عشرات الكتب الصفراء..التي فتحت له عالم آخر وراء هذا العالم...

## وصلات خارجية
- آراء القراء حول رواية الأفيون على موقع أبجد